# Les Démons de minuit (film, 1962)
Pour l’article homonyme, voir Les Démons de minuit.
Les Démons de minuit (La notte e il desiderio) est un film français de Marc Allégret et Charles Gérard, sorti en 1962.

## Synopsis
Sur le point de partir en mission officielle, le ministre Paul Guérande est alerté par sa fille Sophie qu'une certaine Catherine, la 
maîtresse de son frère Claude, délaissée par lui, menace de se tuer. Il va chercher d'urgence à joindre son fils pour éviter le drame. À la salle d'escrime, Danielle, une camarade de Claude, lui propose de l'aider dans sa recherche car elle connaît le « circuit » de la bande et, tout au long de la nuit, elle chaperonne le ministre ébahi par la surprenante diversité des loisirs nocturnes de la jeunesse actuelle. Au cours d'une partie assez intime de strip-poker, il lui évite de mettre sa chemise en gage pour régler sa dette. Devant tant de galanterie, elle commence à s'émouvoir. C'est dans la garçonnière de Claude, où ils pensent enfin trouver Catherine, qu'ils s'avoueront leur tendresse naissante. Ils réussiront à éviter le drame pour Catherine et mettront fin courageusement à leur brève et impossible rencontre.

## Fiche technique
- Titre français : Les Démons de minuit
- Titre italien : La notte e il desiderio
- Réalisation : Marc Allégret, Charles Gérard
- Scénario : Bernard Revon
- Dialogues : Pascal Jardin
- Décors : Gilbert Brugaillère
- Photographie : Gilbert Sarthre
- Son : Jean Bertrand
- Montage : Suzanne de Troeye
- Musique : Jean Wiener
- Production : Theo Lageard
- Sociétés de production : Société Générale Européenne de Films (SGEF), Régis Films, Unidex, Ulysse Productions, Sagittario Film (Rome)
- Pays de production :  France
- Langue originale : français
- Format : Noir et blanc — 35 mm — son Mono
- Genre : Comédie dramatique
- Durée : 85 minutes
- Dates de sortie : 
  - France : 5 janvier 1962
  - Italie : 17 août 1962
- Affiche : Jean Mascii (France)

## Distribution
- Charles Boyer : Pierre Guérande
- Charles Belmont : Claude Guérande
- Pascale Petit : Danielle
- Maria Mauban : Catherine
- Berthe Grandval : Sophie
- Lise Delamare
- Christiane Bréaud
- Jacques Sereys
- Yves Barsacq
- Daniela Bianchi
- Michèle Lemoig